# Románská architektura

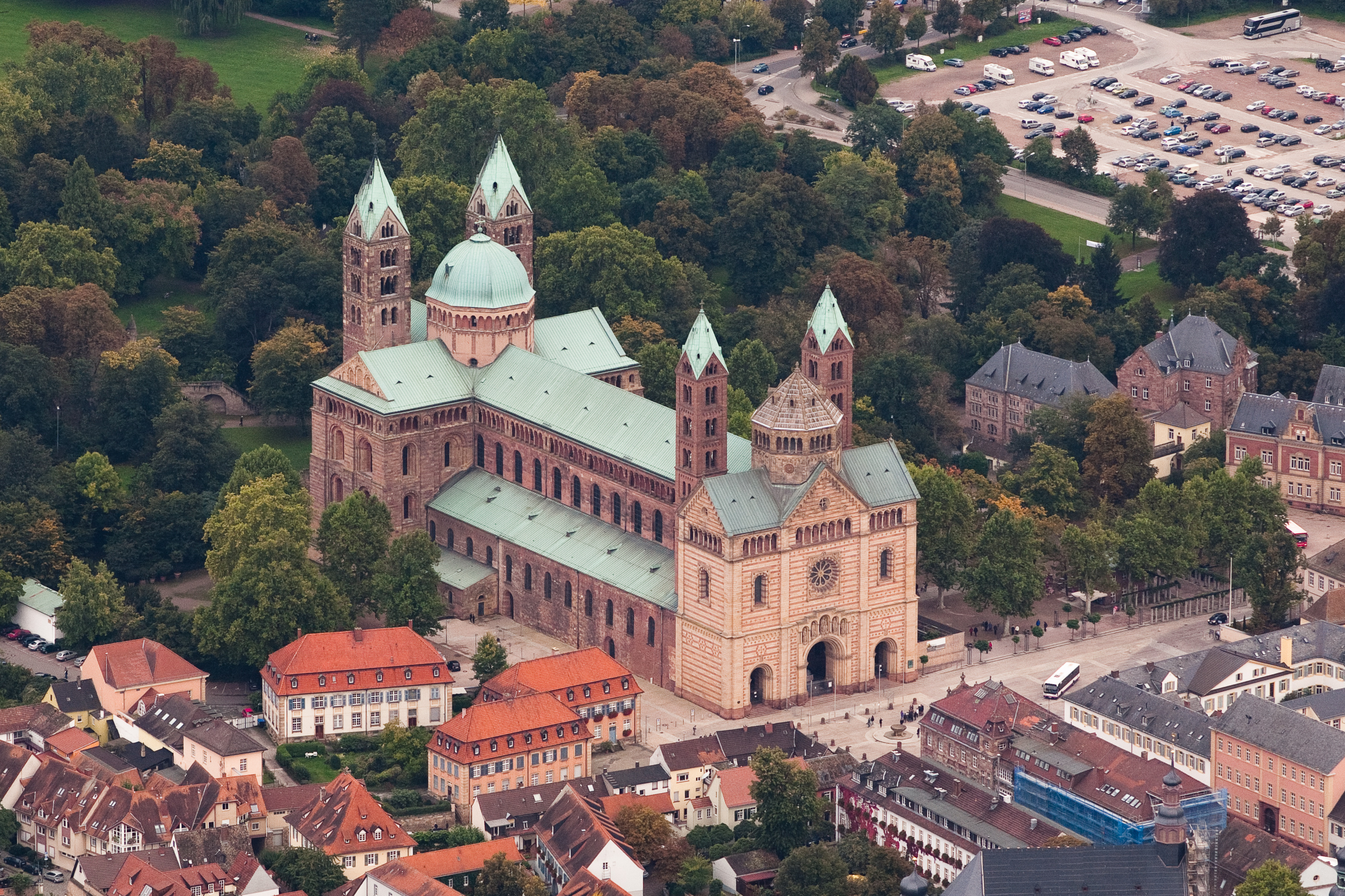
Románská katedrála ve Špýru

Románský sloh se prosadil ve stavitelství a výtvarném umění v zemích západní, jižní a střední Evropy v 11.–13. století. Východ Evropy byl v té době ovlivněn byzantským stylem.
V architektuře šlo o postupně rozvíjenou, v rámci Evropy a dané epochy víceméně jednotnou tradici konstruování staveb a použití materiálu. Termín „románská“ v sobě zahrnuje pokus vyjádřit vztah tohoto stavebního slohu k stavebnímu slohu antického Říma, jímž byl do značné míry inspirován a sdílel s ním některé stavební prvky (viz klasickou řádovou architekturu).
Relativní rozšířenost slohu a vzájemná podobnost stavebních struktur po Evropě byla umožněna poměrně značnou mobilitou středověkého lidu. Navzdory mnoha moderním představám o životě před průmyslovou revolucí nejen šlechta a rytíři, ale i kupci, řemeslníci, mniši a misionáři putovali Evropou a roznášeli a sdíleli tak mimo jiné znalosti potřebné ke konstrukci staveb.

## Charakteristické znaky slohu

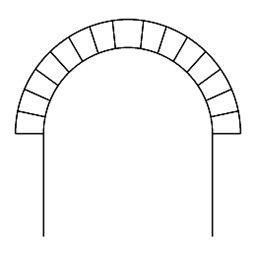
nelomený oblouk

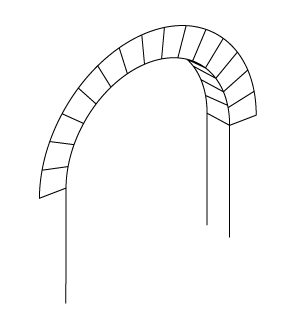
nelomený oblouk

Rozvoj románské architektury a umění byl úzce spjat s dokončením christianizace Evropy, neboť noví věřící potřebovali prostory, kde by se mohli shromažďovat k liturgickým obřadům a kázáním. Stavěly se dva základní typy kostelů – baziliky a rotundy. Oba měly svůj předobraz v antickém stavitelství. Bazilika byla obdélníková stavba, jejíž vnitřní prostor byl podélně rozčleněn sloupořadím do tří i více lodí. Původně sloužila jako tržiště nebo soudní budova. V křesťanském chrámu byla hlavní loď podstatně vyšší i širší. Na východní straně ji ukončoval polokruhový výklenek – apsida, v němž bylo umístěno kněžiště. Uprostřed kněžiště stál oltář, u kterého se sloužila mše. Vnitřek baziliky osvětlovala okna umístěná v horní části zdí, jež vymezovaly střední loď. Součástí stavby bývaly věže. Také rotunda, jednoduchá stavba kruhového půdorysu s kuželovitou střechou, byla známa již ve starověku. Římané je užívali především jako hrobky. Křesťané je začali stavět na místech, kde si připomínali významné události z života svatých nebo jejich mučednickou smrt. Rotundy mívaly jednu i více apsid. Typickou románskou stavbu představují benediktinské kláštery (například proslulé opatství v Cluny), jejichž neodmyslitelnou součástí bývala bazilika.
V románském slohu byly postaveny také světské stavby, zejména hrady. Sloužily především jako pevnosti na obranu před nepřítelem, proto byla velká péče věnována jejich obrannému systému. Tvořily ho hradby, hradní příkopy a věže. Součástí hradu byl obytný palác. Sídlili v něm panovníci nebo jejich správci, později si opevněná sídla začala zřizovat také šlechta.
Na stavbu románských kostelů a hradů se začal používat kámen, zatímco v některých zemích (patří mezi ně i Čechy a Morava) se dosud stavělo především ze dřeva. Nepravidelné a nestejně velké kusy kamene se spojovaly dohromady větším množstvím malty. Zdi bývaly důkladné, široké několik metrů. Není divu, že málo členité stavby působily mohutným až těžkopádným dojmem. Mezi typické znaky románského slohu patří půlkruhový oblouk. Najdeme ho u vchodů a oken, ale také jako valenou klenbu. Používala se vedle plochých trámových stropů k překlenutí vnitřních prostor. Kromě toho již znali stavitelé křížovou klenbu (opírající se o dva oblouky). Tíha klenutého stropu spočívala na masivních zdech a sloupech, které byly zakončeny ozdobnými hlavicemi. Těžké zdivo neumožňovalo stavět širší dveřní ani okenní otvory. Okna věží a velkých sálů v hradních palácích bývala sdružena dvě až čtyři vedle sebe, oddělena sloupky. Vchody zdobily umělecky zpracované portály.
Vnitřek kostelů se většinou omítal. Architekturu vhodně doplňovala sochařská výzdoba a nástěnné malby. Zobrazovaly výjevy z Bible nebo ze života svatých, a názorně je tak přibližovaly věřícím, kteří neuměli číst. Podobné náměty se objevovaly také při výzdobě rukopisů. Malířská výzdoba knih a knižní desky, bohatě zdobené vyřezávaným dřevem, vzácnými kovy či drahokamy, patří stejně jako šperky k typickým projevům románského slohu v oblasti uměleckých řemesel.
Vnitřní zařízení hradů bývalo tehdy ještě poměrně jednoduché. Skládalo se ze základních kusů nábytku. Důležitá byla truhla, do které se ukládaly potřebné předměty včetně oblečení. Sloužila také k sezení nebo ležení. Postel, stůl, křeslo a stolička měly jednoduché tvary. Svítilo se svícemi nebo loučemi upevněnými do svícnů. Hlavním zdrojem tepla byl otevřený oheň v krbu.

## Příklady zachovalých románských staveb

### Česko

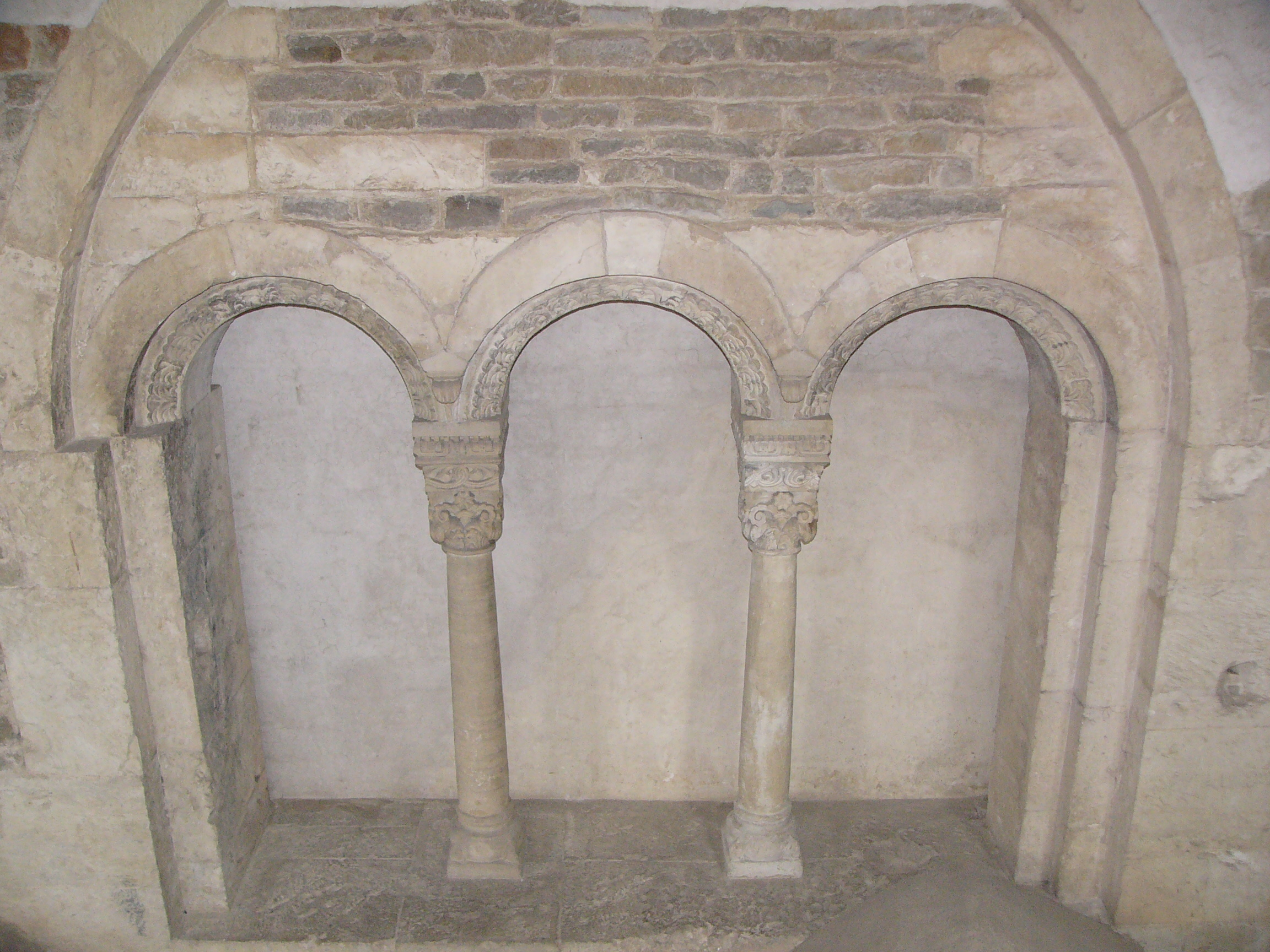
Trojitý nelomený oblouk románského slohu ve Zdíkově paláci (dříve Přemyslovský palác) v Olomouci

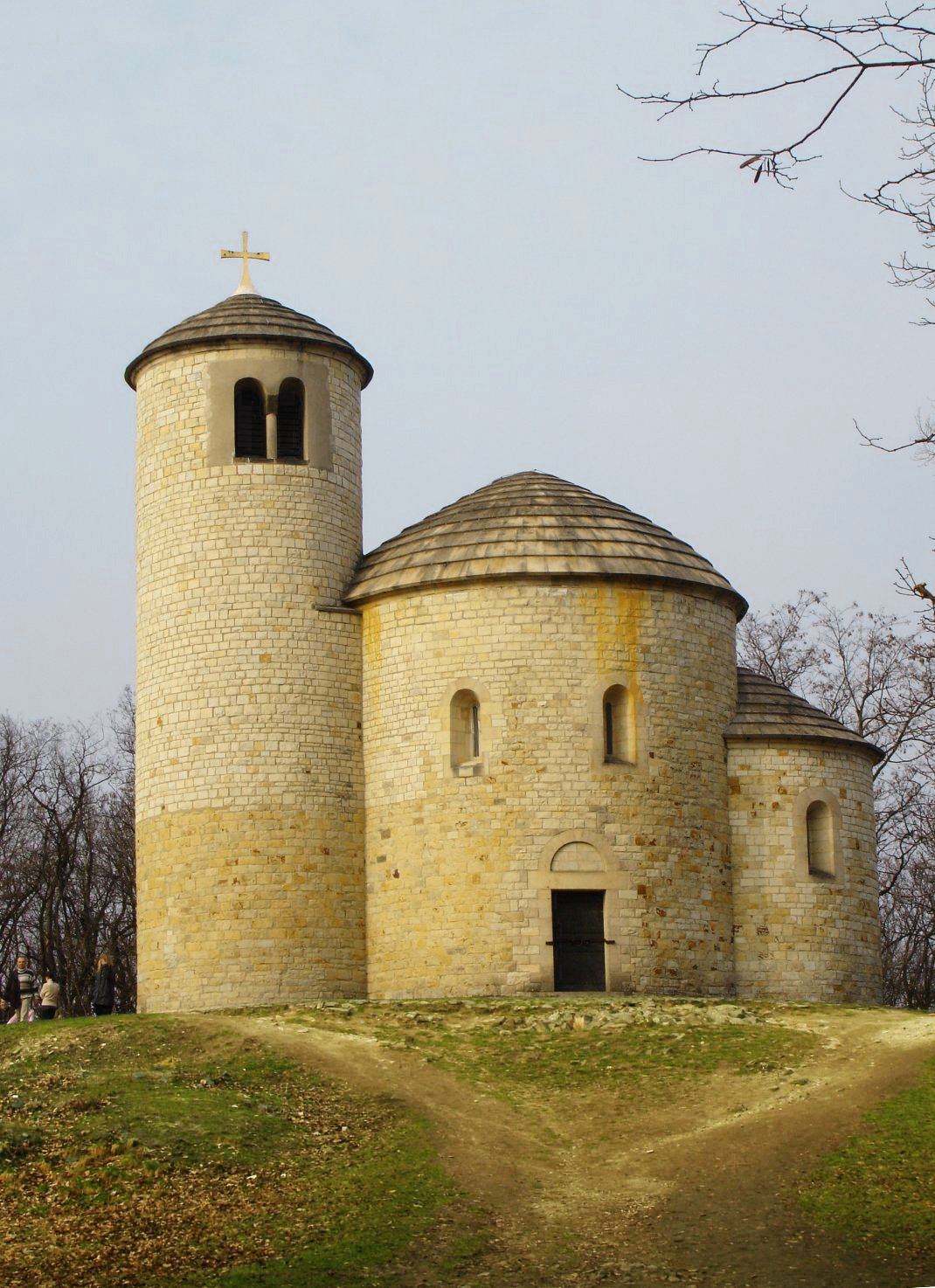
Rotunda sv. Jiří na Řípu

#### Rotundy
- rotunda sv. Petra a Pavla na Budči (obec Zákolany u Kladna)
- rotunda sv. Jiří na Řípu
- rotunda sv. Kateřiny ve Znojmě
- rotunda sv. Kateřiny v České Třebové
- rotunda sv. Longina v Praze na Novém Městě
- rotunda sv. Kříže v Praze na Starém Městě, obnovena v 19. století
- rotunda svatého Martina v Praze na Vyšehradě
- rotunda svatého Petra a Pavla ve Starém Plzenci

#### Baziliky a jednolodní kostely
- kostel Panny Marie v Mohelnici nad Jizerou
- bazilika sv. Jiří na Pražském hradě
- bazilika sv. Prokopa v Třebíči, zapsána na seznamu světového kulturního dědictví UNESCO
- bazilika Panny Marie v Tismicích u Českého Brodu
- kostel sv. Bartoloměje v Kondraci u Vlašimi
- kostel sv. Petra a kostel sv. Havla v Poříčí nad Sázavou
- kostel sv. Martina v Praze-Řepích

#### Další
- klášter premonstrátů s bazilikou Navštívení Panny Marie v Milevsku
- hrad Landštejn
- Zdíkův palác v Olomouci
- krypta baziliky sv. Markéty na Břevnově
- Černá věž na Pražském hradě
- falc v Chebu
- hrad Přimda
- kostel Stětí svatého Jana Křtitele v Praze-Dolních Chabrech
- kostel sv. Petra a Pavla v Řeznovicích
- kostel svatého Jakuba Staršího v Jakubu

### Francie
- klášter Saint-Foy, Conques
- Saint-Sernin, Toulouse

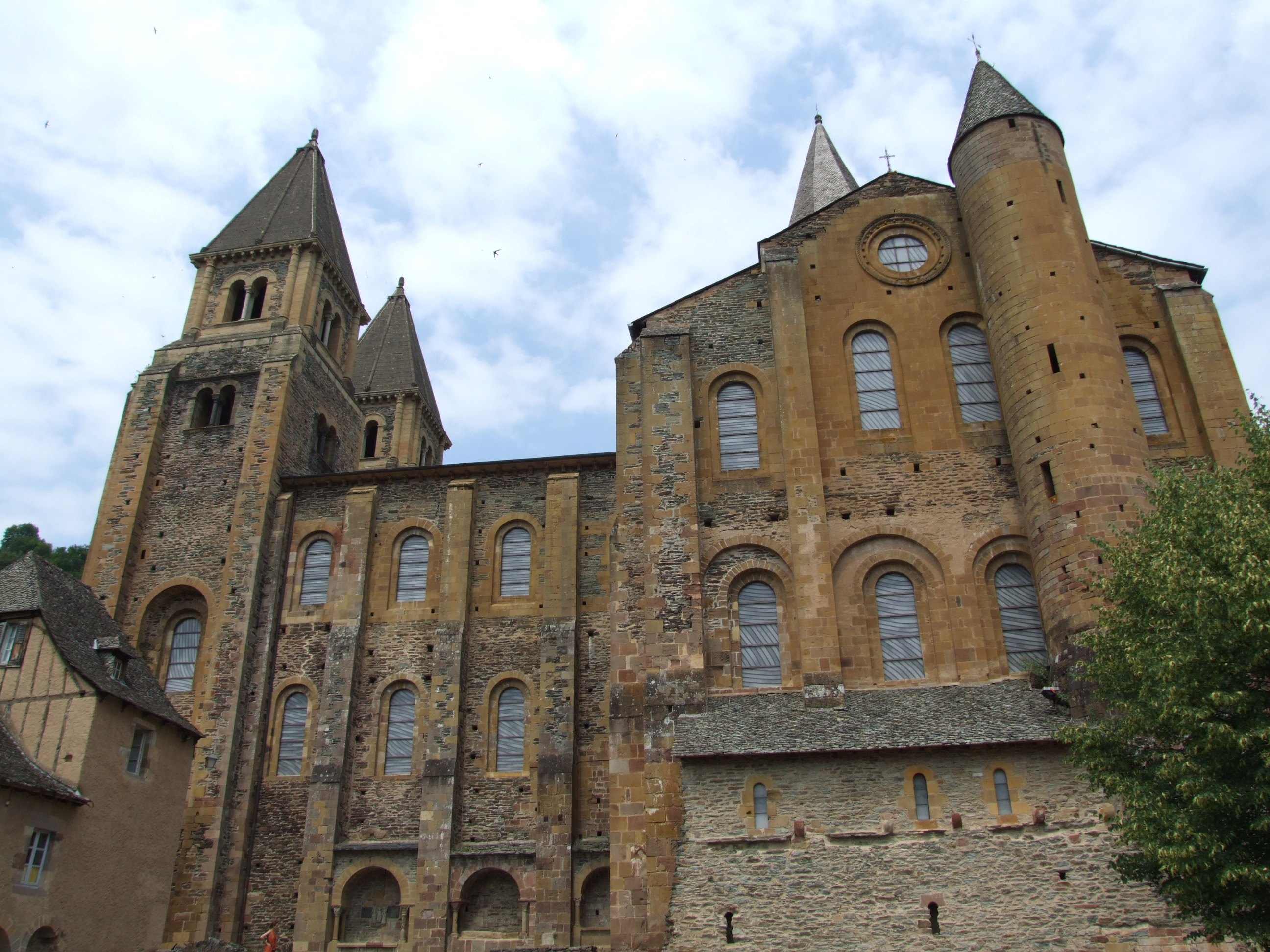
Klášter Conques

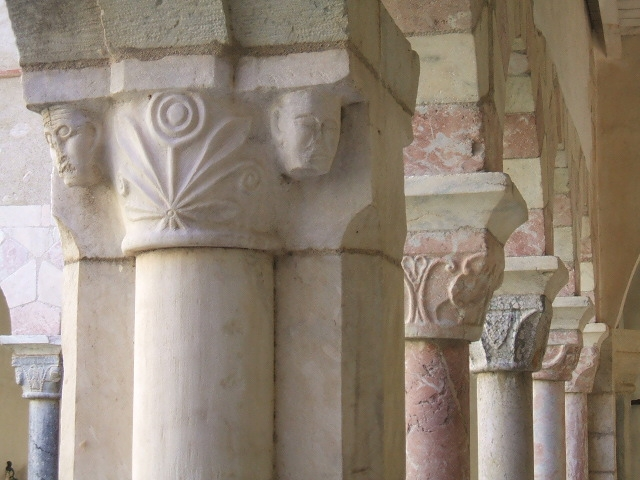
Hlavice sloupů křížové chodby kláštera Saint-Génis-des-Fontaines

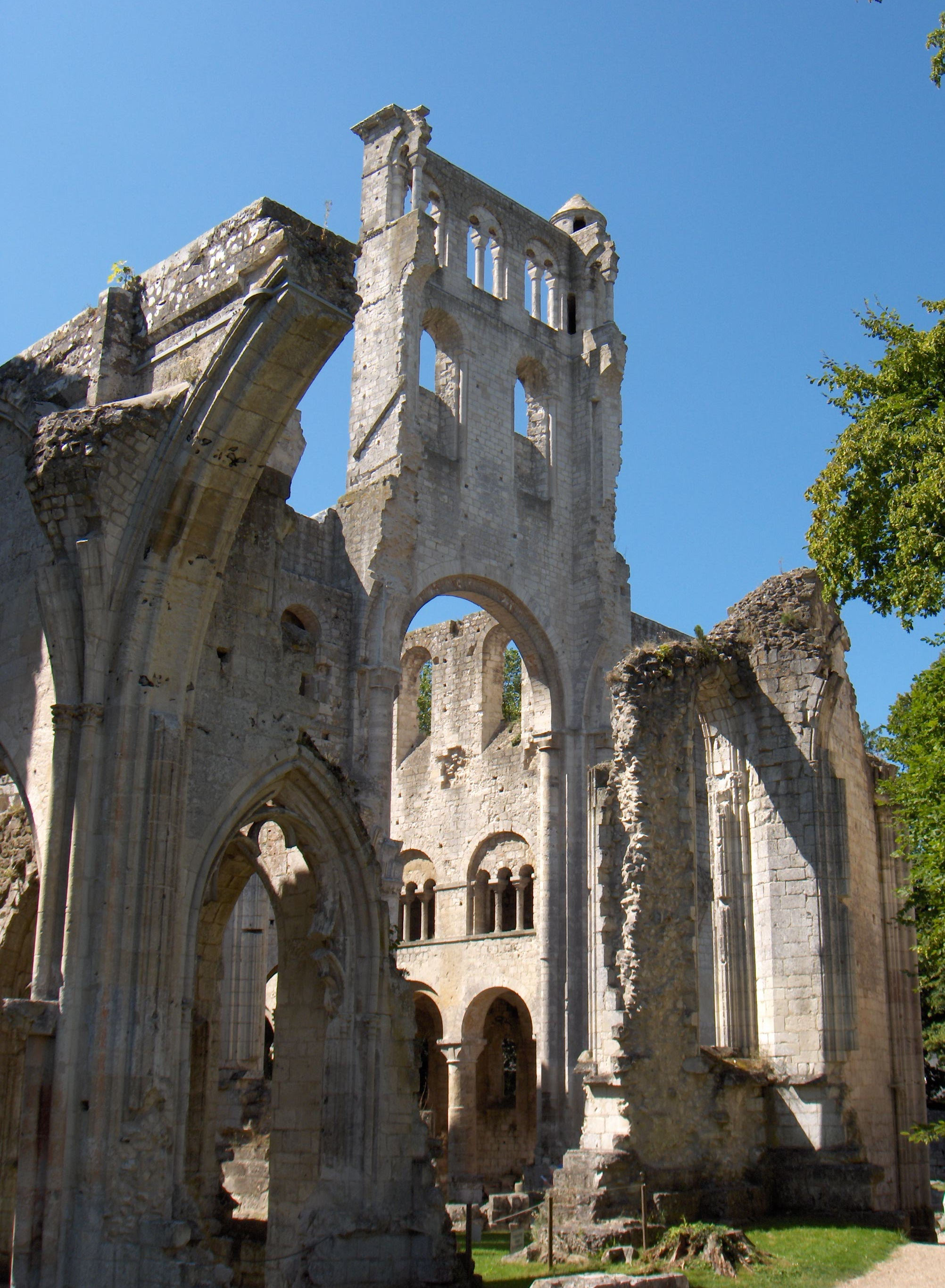
Klášter Jumièges

- Katedrála svatého Benigna Dijonského, Dijon
- kostel Notre-Dame-du-Port, Clermont-Ferrand
- Saint-Austremoine, Issoire
- Notre-Dame, Orcival
- Klášter Saint-Nectaire
- Klášter Saint-Saturnin
- Saint-Pierre, Angoulême
- kostel Saint-Trophime (Arles)
- kostel Sainte-Madeleine, Vézelay
- Sainte-Croix, Bordeaux
- bazilika Sacré-Coeur, Paray-le-Monial
- Saint-Front, Perigueux
- kostel Notre-Dame-la-Grande (Poitiers)
- klášter Saint-Savin-sur-Gartempe
- klášter Cluny
- kostel sv. Martina, Chapaize
- klášter Saint-Michel de Cuxa
- klášter Cruas
- klášter Vigeois, Limousin
- Tour Fenestrelle, Uzès
- klášter Fontevrault
- katedrála sv. Lazara, Autun
- opatský chrám, klášter Jumièges, Seine-Maritime
- opatský chrám klášter Saint-Georges-de-Boscherville, Seine-Maritime
- Saint-Étienne, Caen, Calvados
- Sainte-Trinité, Caen, Calvados
- Cerisy-la-Forêt, Manche
- Lessay, Manche

### Německo

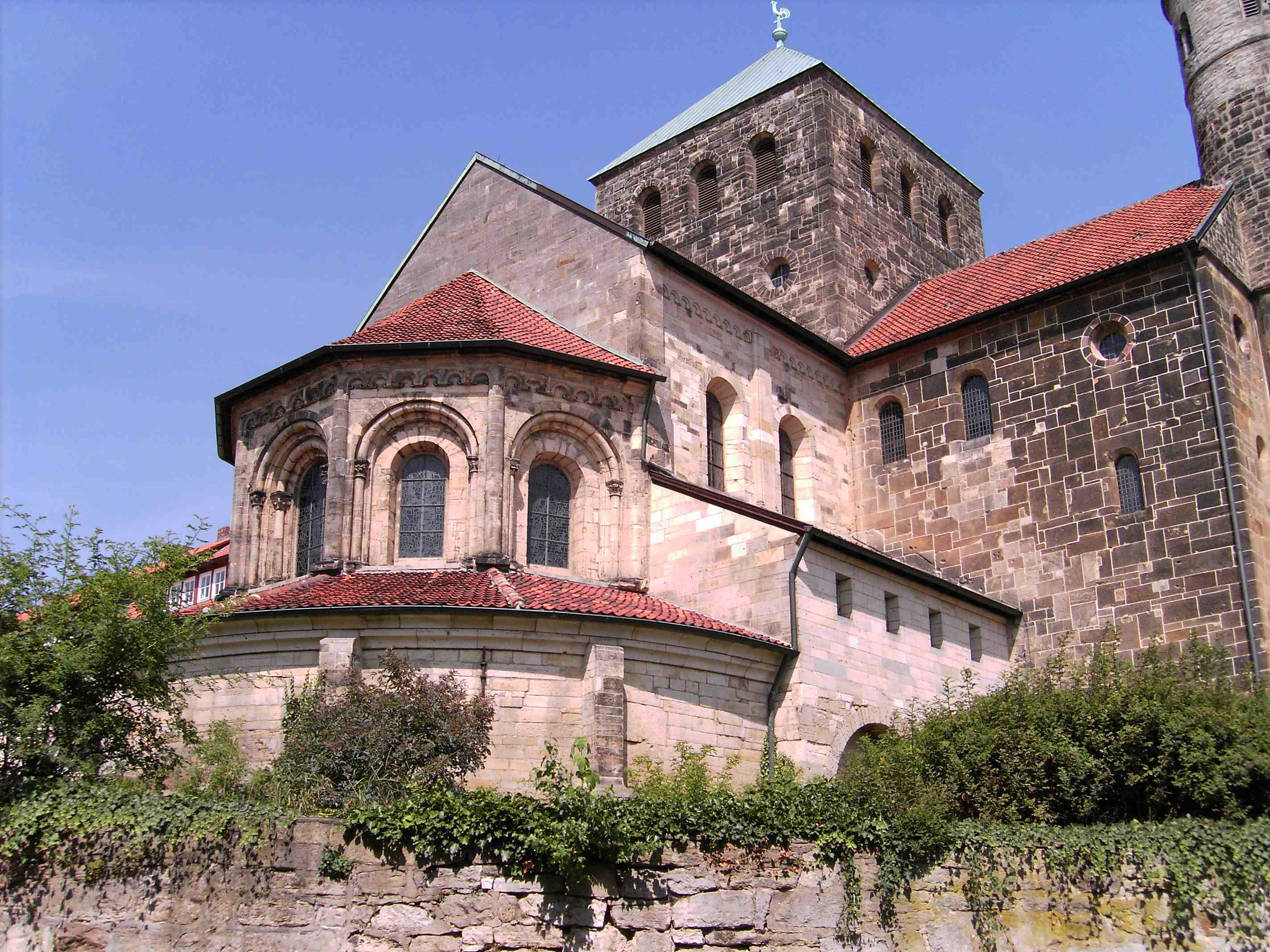
Kostel sv. Michala v Hildesheimu v Německu

- katedrála svatého Martina z Tours a svatého Štěpána v Mohuči
- Saint Michaelis a katedrála v Hildesheimu
- katedrála Panny Marie a sv. Štěpána (Špýr)
- Cologne, St. Maria im Kapitol
- Maria Laach, benediktinský kostel
- katedrála v Osnabrücku
- katedrála v Trevíru
- katedrála ve Wormsu
- jen Kolín n. R. má 12 románských kostelů

### Španělsko
- katedrála v Leónu
- klášter Ripoll
- katedrála v Salamance
- klášter San Juan de la Peña

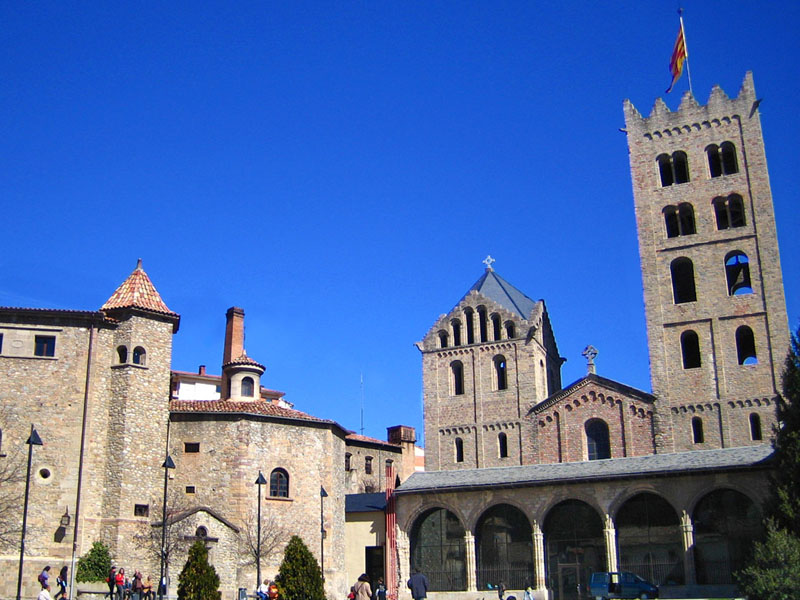
Klášter Ripoll

- Katedrála v Santiago de Compostela
- Katedrála v Ourense
- 20 románských kostelů ve městě Segovia
- Kostel sv. Klimenta v Taüllu
- Katedrála v Tarragoně
- Katedrála v Zamoře

### Irsko

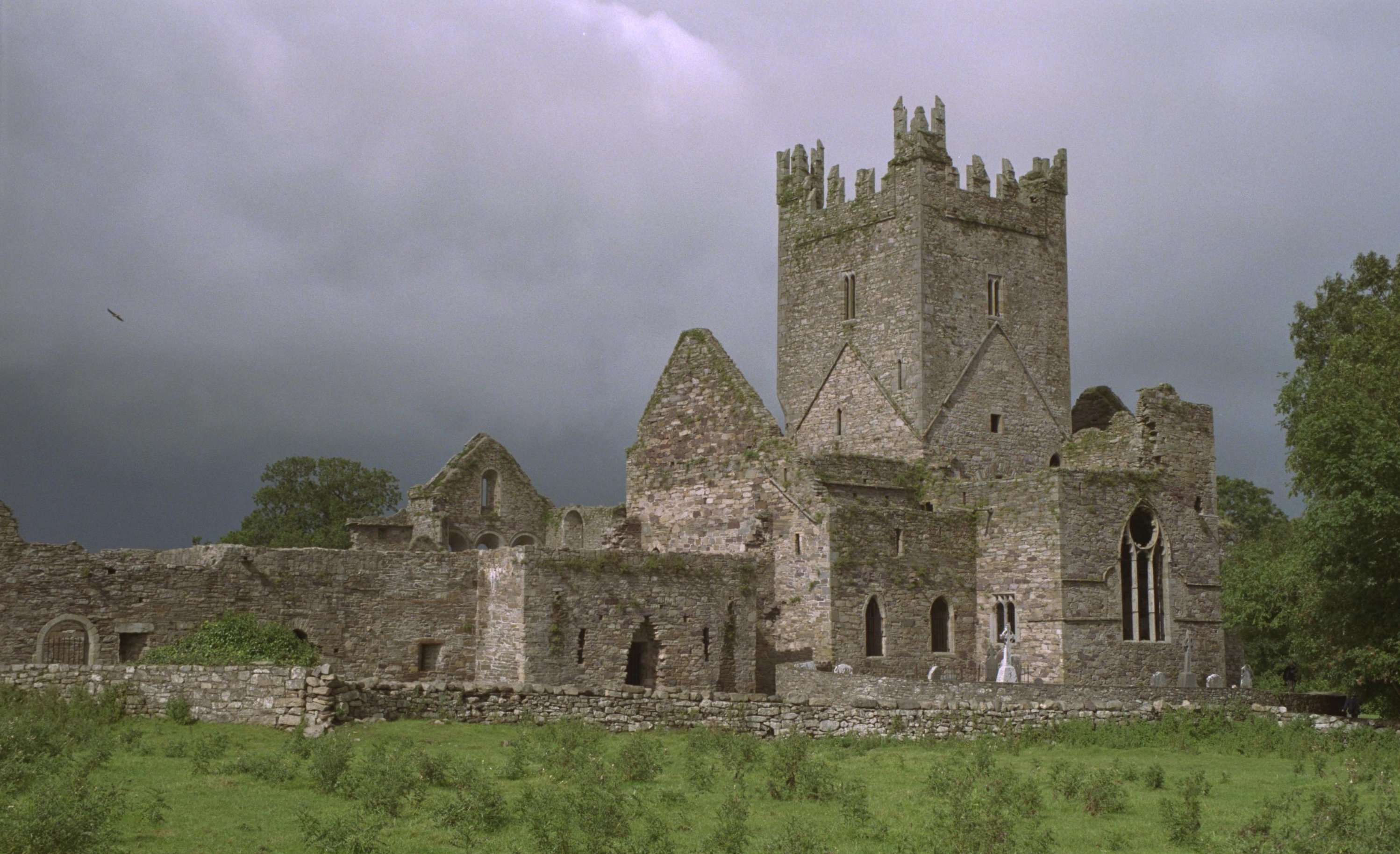
Klášter Jerpoint

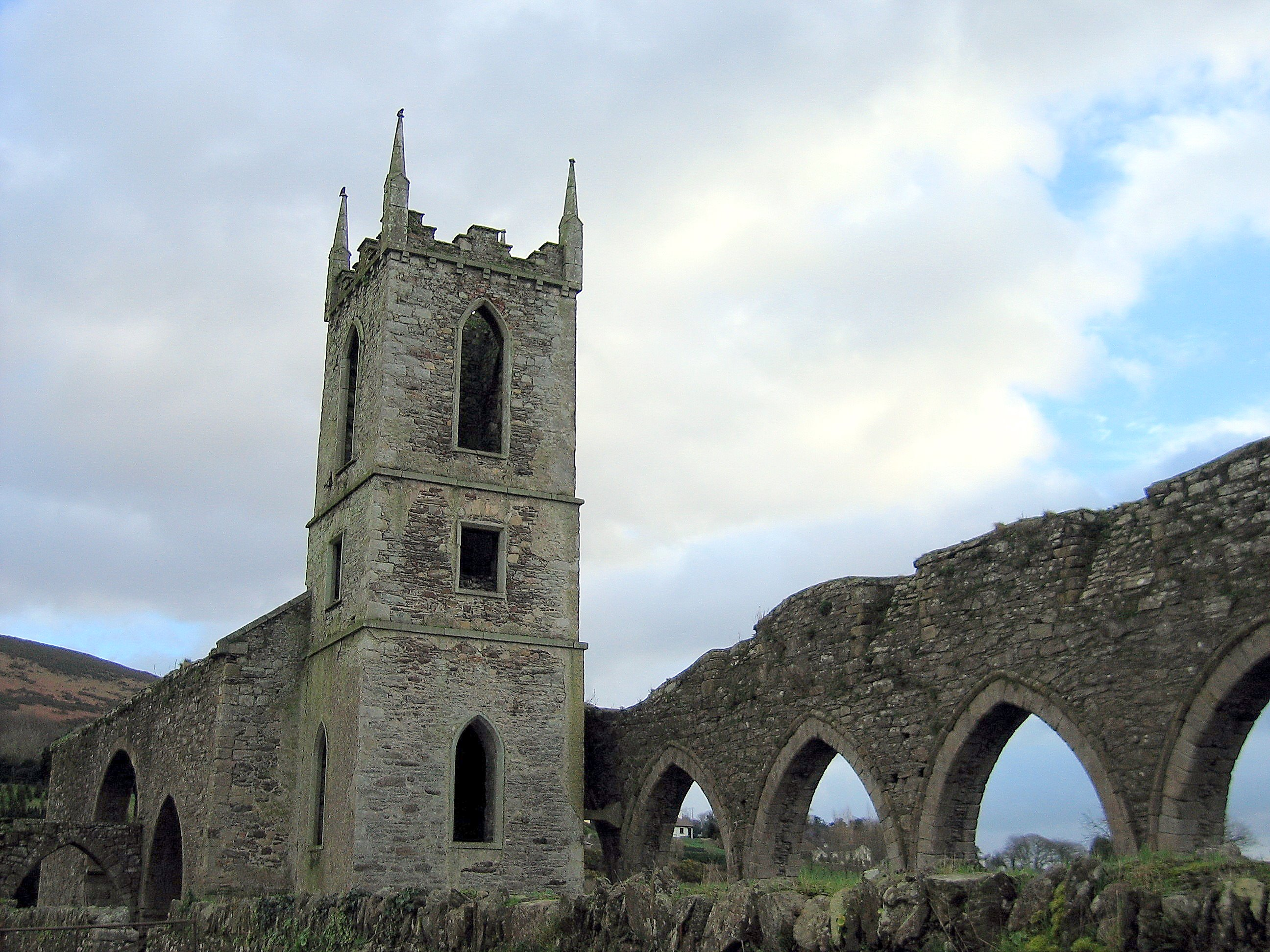
Ruiny kláštera Baltinglass

- Cormac's Chapel, Cashel (1127–1134)
- Aghadoe, County Kerry (1158)
- Nuns' Church, Clonmacnoise (1167)
- Tuam Cathedral and Crosses (c. 1184)
- Ardmore Church and Round Tower, County Waterford
- Baltinglass Cistercian Abbey, County Wicklow
- Boyle Cistercian Abbey, County Roscommon
- Christ Church Cathedral, Dublin
- Clonfert Cathedral, County Galway
- Cong Abbey, County Galway
- Devenish Round Tower and Churches, County Fermanagh
- Dysert O'Dea Church and Round Tower, County Clare
- Freshford, County Kilkenny
- Jerpoint Cistercian Abbey, County Kilkenny
- Killeshin, County Laois
- Maghera, County Derry
- Monaincha Abbey and Cross, County Tipperary
- Rahan Church of Ireland Church, County Offaly

### Itálie
- Sant' Ambrogio, Milán
- San Zeno, Verona

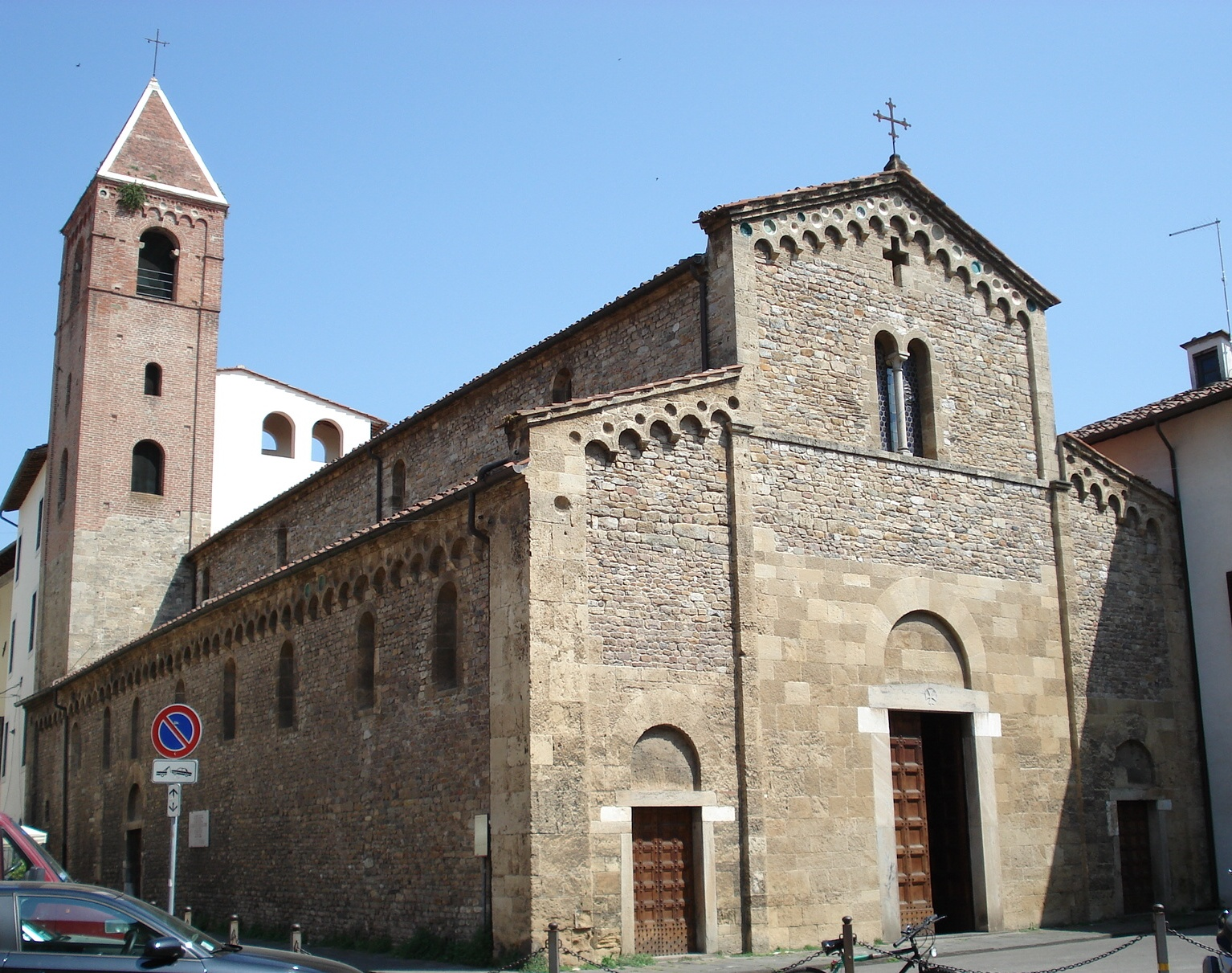
Kostel San Sisto v Pise

- katedrála v Pise, baptisterium, kampanila (Šikmá věž), Pisa
- San Michele, Pavia
- San Miniato al Monte, Florencie
- katedrála v Cefalú
- katedrála v Monze

### Anglie

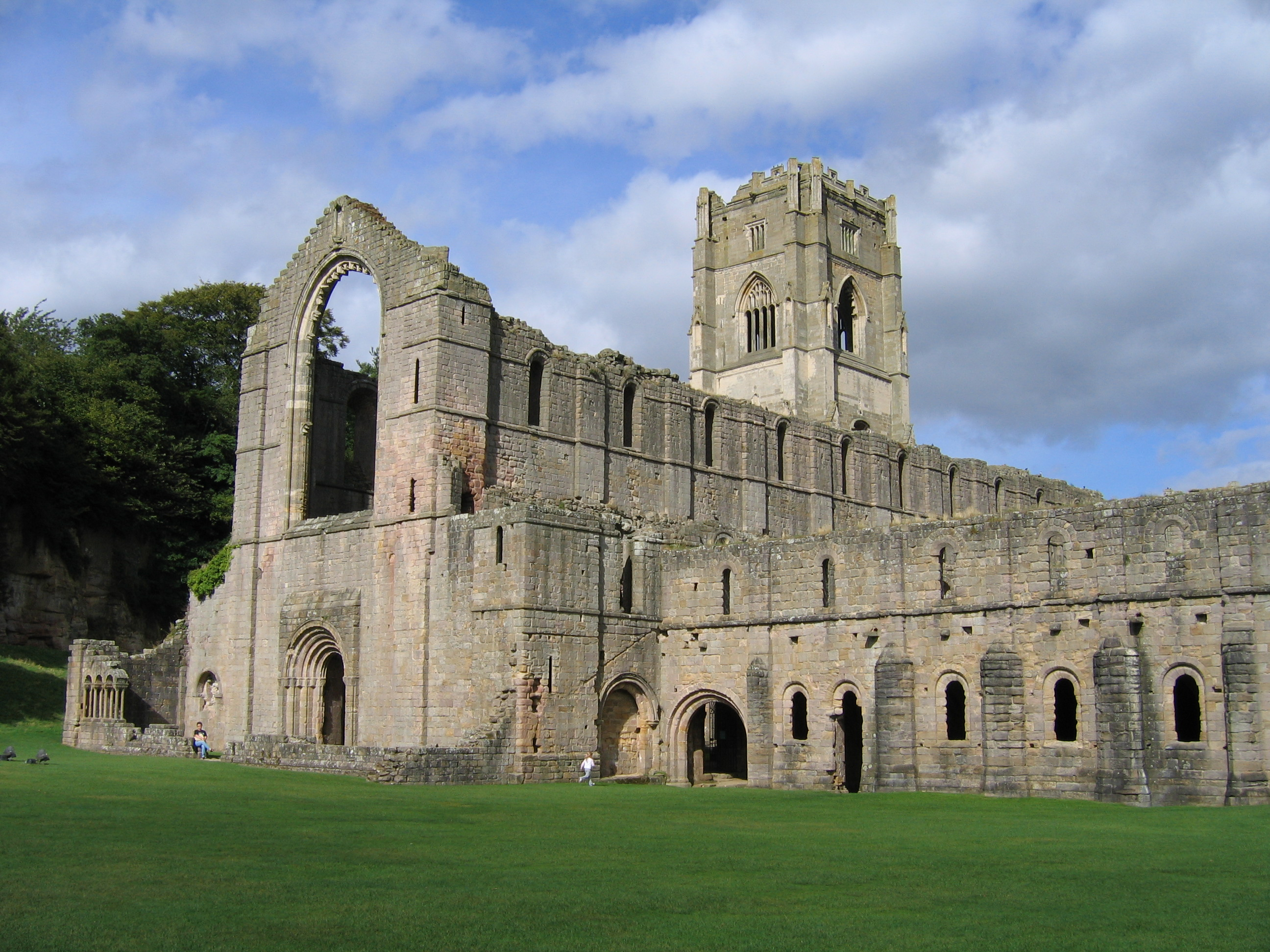
Klášter Fountains

V Anglii se nazývá románská architektura jako Normanská architektura (Norman architecture).
- krypta v katedrále v Canterbury
- Katedrála v Durhamu
- Katedrála v Herefordu
- Kilpeck Church, Herefordshire
- Leominster Cathedral
- Ludlow Castle
- katedrála v Peterboroughu
- katedrála v Southwellu

### Nizozemí

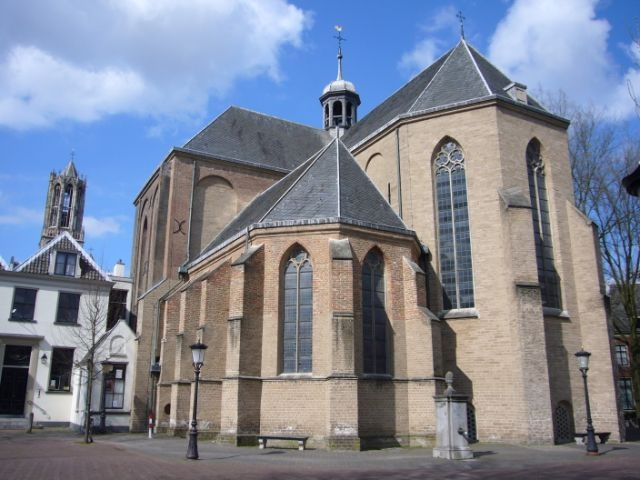
Pieterskerk – Utrecht

- Sint Servaas, Maastricht
- Onze-Lieve-Vrouwe, Maastricht
- Munsterkerk, Roermond
- Janskerk, Utrecht
- Pieterskerk, Utrecht
- St. Plechelmus, Oldenzaal
- Chapel, Lemiers
- reformovaný kostel, Oirschot

### Belgie

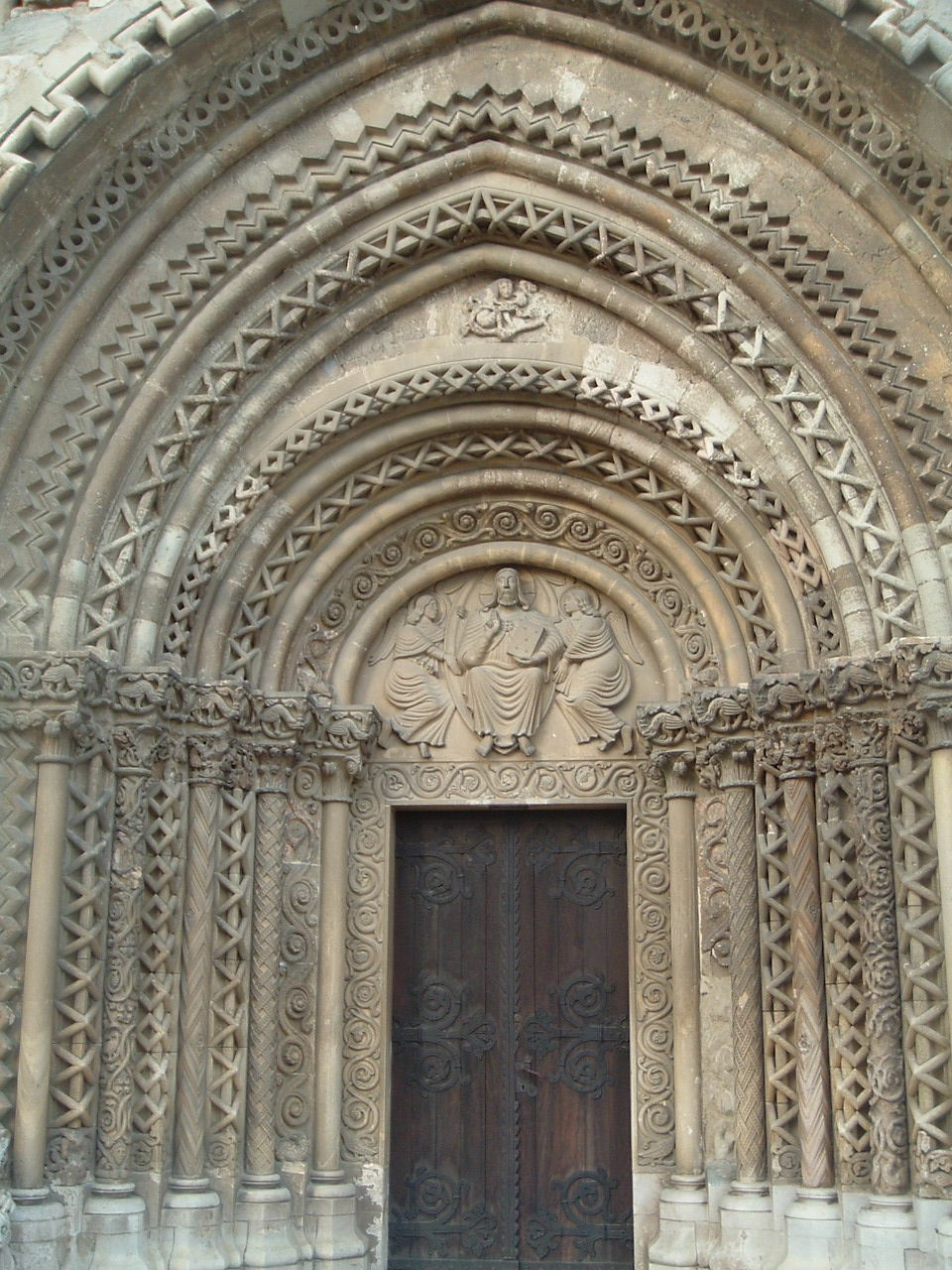
Portál baziliky v Jáku

- katedrála v Tournai
- katedrála v Nivelles

### Skandinávie
- katedrála Domkyrkan, Lund, Švédsko
- katedrála v Trondheimu, Norsko

### Maďarsko
- opatský chrám, Ják
- cisterciácký opatský kostel, Bélapátfalva

### Polsko
- kostel sv. Ondřeje, Krakov
- Kostel, Opatów
- Kostel, Tum
- Kostel, Kruszwica
- Kostel, Inowrocław
- Kostel, Inowłódz
- Rotunda, Strzelin